# جوزيف بيلافسكي

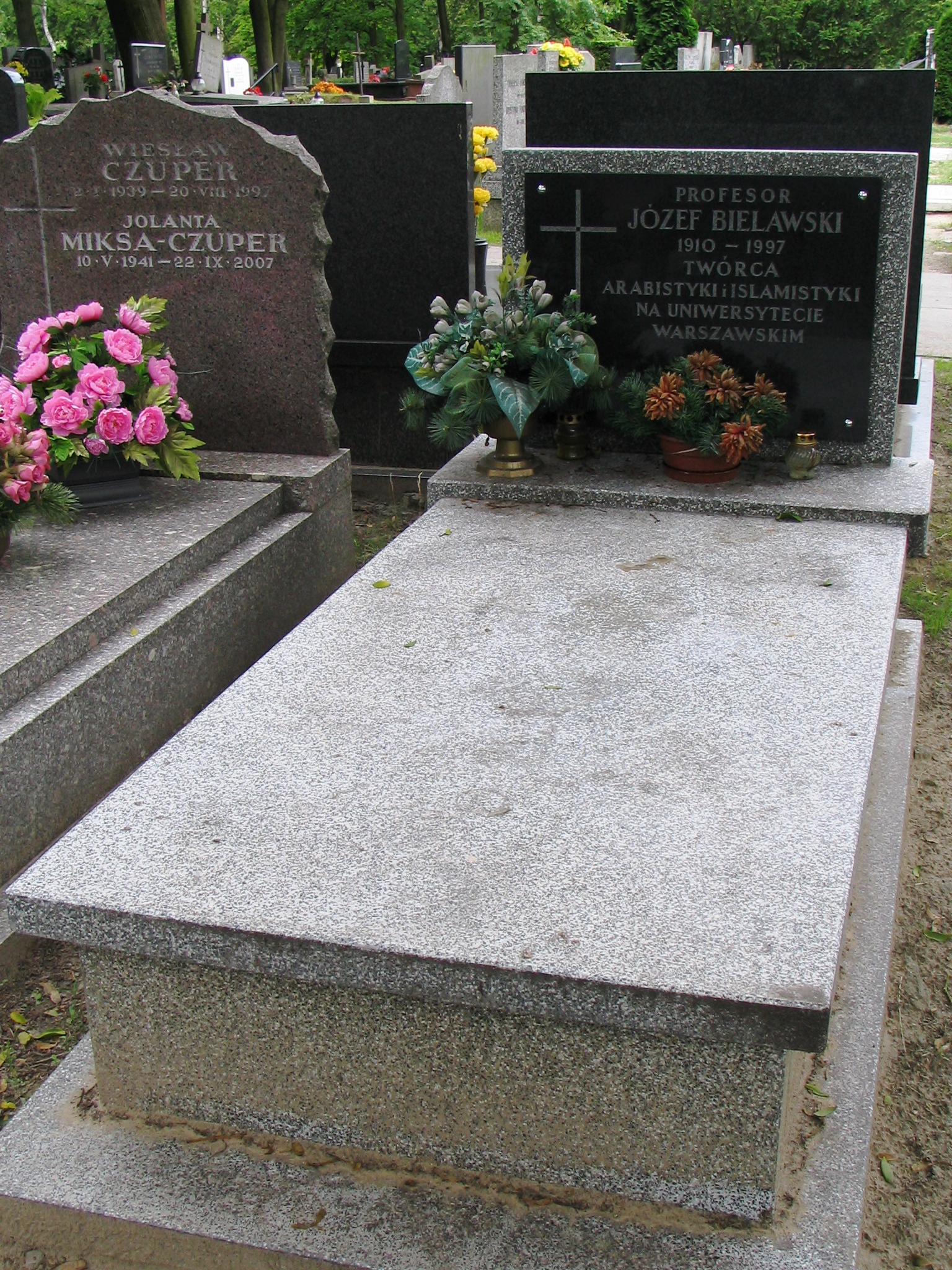
قبر جوزيف بيلاوسكي في مقبرة بووزكي في وارسو

جوزيف بيلافسكي (12 أغسطس 1910-19 سبتمبر 1997) كان مستعربًا بولنديًا وعالمًا في الإسلام.

## سيرة
خريج جامعة جاجيلونيان، حيث درس القانون واللغات الشرقية، في الأعوام 1948 - 1950 كان الملحق الثقافي للسفارة البولندية في تركيا. منذ عام 1968 كان أستاذاً في جامعة وارسو حيث أنشأ بها برنامج الدراسات العربية والإسلامية. في عام 1979 أصبح عضوًا في الأكاديمية العراقية للعلوم. كان عضوا مؤسسا لجمعية الصداقة البولندية العربية. وهو معروف أيضًا بترجمته للقرآن إلى اللغة البولندية. وهو مؤلف للعديد من الكتب المتعلقة بالإسلام والثقافة العربية.

## روابط خارجية
- يتضمن مشروع القرآن عبر الإنترنت ترجمة القرآن لجوزيف بيلاوسكي.
- | ضبط استنادي | ضبط استنادي                                                                                                                                                                                                                                                                                                                                                             |
| ----------- | --- |
| دولية       | - الاسم المعياري الدولي (ISNI) - ملف الضبط الاستنادي الافتراضي الدَّولي (VIAF) - مركز المكتبة الرقمية على الإنترنت (WC Entities) |
| وطنية       | - الملف الاستنادي المتكامِل (GND) - مكتبة الكونغرس (LCNAF) - المكتبة الوطنية الفرنسية (BnF) - قاعدة البيانات الوطنية التشيكية (NLCR AUT) - المكتبة القومية البرتغالية (PTBNP) - المَكنز الوطني للمؤلِّفين (NTA) - مكتبة لاتفيا الوطنية (LNB) - المكتبة الوطنية في زغرب (NSK) - المكتبة القومية في بولندا (NLP) - مكتبة الفاتيكان (VcBA) - المكتبة القومية الإسرائيلية (J9U) |
| بحثية       | - مُتصفِّح المعلومات الأكاديمية "سيني" (CiNii) |
| أخرى        | - النظام الجامعي للتوثيق (IdRef) |